# Zentralamerikanische Ameive
Die Zentralamerikanische Ameive (Ameiva festiva) zählt innerhalb der Familie der Schienenechsen (Teiidae) zur Gattung der Ameiven (Ameiva). Erstmals beschrieben wurde die Art im Jahre 1856 von dem deutschen Zoologen Martin Hinrich Lichtenstein.

## Merkmale
Die Zentralamerikanische Ameive erreicht eine Länge von 11 bis 13 cm. Ihr Körper ist schlank gebaut. Die Grundfarbe des Körpers ist braun, vom Hinterkopf bis zum Schwanzansatz zieht sich ein breites gelbbraunes Längsband, welches bei Weibchen deutlicher ausgebildet ist, als bei Männchen. Die Körperseiten haben schwarze Streifen, die teilweise von gelblichen Streifen gesäumt sind, darunter zeichnet sich ein unregelmäßiges Fleckenmuster. Brust und Nacken sind rotorange bis braun gefärbt, Kehle und Bauch sind blau. Der Kopf ist olivgrün bis bräunlich. Ameiva festiva weist 8 Reihen Ventralschuppen (Bauchschuppen), unregelmäßig angeordnete, vergrößerte mittlere Kehlschilder sowie 40 Femoralporen auf. Bei Jungtieren ist der Rückenstreifen gelblich und wird zum Schwanz hin blaugrün.

## Lebensweise
Die Zentralamerikanische Ameive führt eine tagaktive Lebensweise und frisst allerlei Gliederfüßer. Sie pflanzt sich ohne geregelte Fortpflanzungszeiten durch Oviparie (eierlegend) fort. Ein Gelege umfasst 2 bis 3 Eier.

## Unterarten
Die Zahl der Unterarten schwankt je nach Quelle zwischen 3 und 4. Reptile Database verzeichnet folgende 3 Unterarten:
- Ameiva festiva festiva (Lichtenstein, 1856)
- Ameiva festiva edwardsii (Bocourt, 1873)
- Ameiva festiva occidentalis (Taylor, 1956)

## Vorkommen
Die Zentralamerikanische Ameive ist von Mexiko über ganz Mittelamerika bis nach Kolumbien verbreitet. Sie kommt im Flachland vor und besiedelt dort dichte Waldgebiete sowie offenes Gelände wie Waldlichtungen.

## Anhang